# Mariana Stoica
Valeria Mariana Stoica (n. 29 august 1945, Almașu, România – d. 2012) a fost o universitară și politiciană română, care a deținut funcțiile de deputată și ambasadoare.

## Parcurs
Mariana Stoica a absolvit (cu titlul de inginer) Facultatea de Mecanică (secția TCM) din cadrul Institutului Politehnic Cluj. A dobândit un doctorat în științe tehnice, mai precis în specialitatea mecanisme. A fost profesoară asociată la Institutul de Construcții din București.
A fost deputată în legislatura 1996-2000, aleasă în  circumscripția electorală nr. 24 din Iași, pe listele partidului PD. A fost președintele Comisiei pentru Integrare Europeană. Și-a încheiat mandatul prematur, la 4 septembrie 2000, prin demisie. În același an a fost numită ambasador în Israel. 
În 2008, moment la care i se terminase mandatul de ambasador în Israel, a candidat din nou pentru parlament, din partea PNL, pentru a reprezenta românii din străinătate.